# Hochoberndorf
Hochoberndorf ist ein Gemeindeteil der Gemeinde Grafling im Landkreis Deggendorf in Niederbayern. Der Weiler liegt am Hochoberndorfer Berg, der 807 m hoch ist. Erreichbar ist Hochoberndorf vom Graflinger Gemeindeteil Rohrmünz über eine Gemeindestraße.
Der Fernmeldeturm Hochoberndorf steht nahe dem Gipfel am Hochoberndorfer Berg.